# Орбита Луны

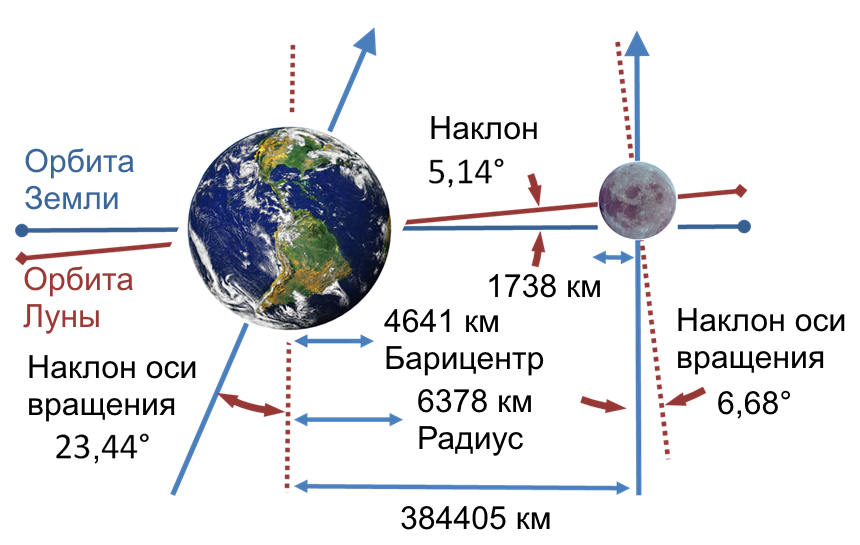

Орби́та Луны́ — траектория, по которой Луна вращается вокруг общего с Землёй центра масс, располагающегося примерно в 4700 км от центра Земли. Каждый оборот занимает 27,32 земных суток и называется сидерическим месяцем. Из-за приливного захвата Луна всегда обращена к Земле одной стороной. В среднем Луна удалена от центра Земли на 60 земных радиусов, что составляет 384 400 км. C учётом того, что средняя орбитальная скорость составляет 1,023 км/с, Луна каждый час на небосводе перемещается на 0,5° относительно звёзд, что примерно совпадает с её видимым диаметром. В отличие от большинства спутников планет Солнечной системы, орбита Луны практически лежит в плоскости эклиптики (наклонение всего 5,14°), а не в плоскости земного экватора. Длина орбиты Луны в земной системе отсчёта примерно равна 2,4 млн км.
Анализ данных прибора SWAN на космическом аппарате SOHO показал, что самая внешняя часть экзосферы Земли (геокорона) простирается примерно на 100 радиусов Земли или около 640 тыс. км, то есть гораздо дальше орбиты Луны.

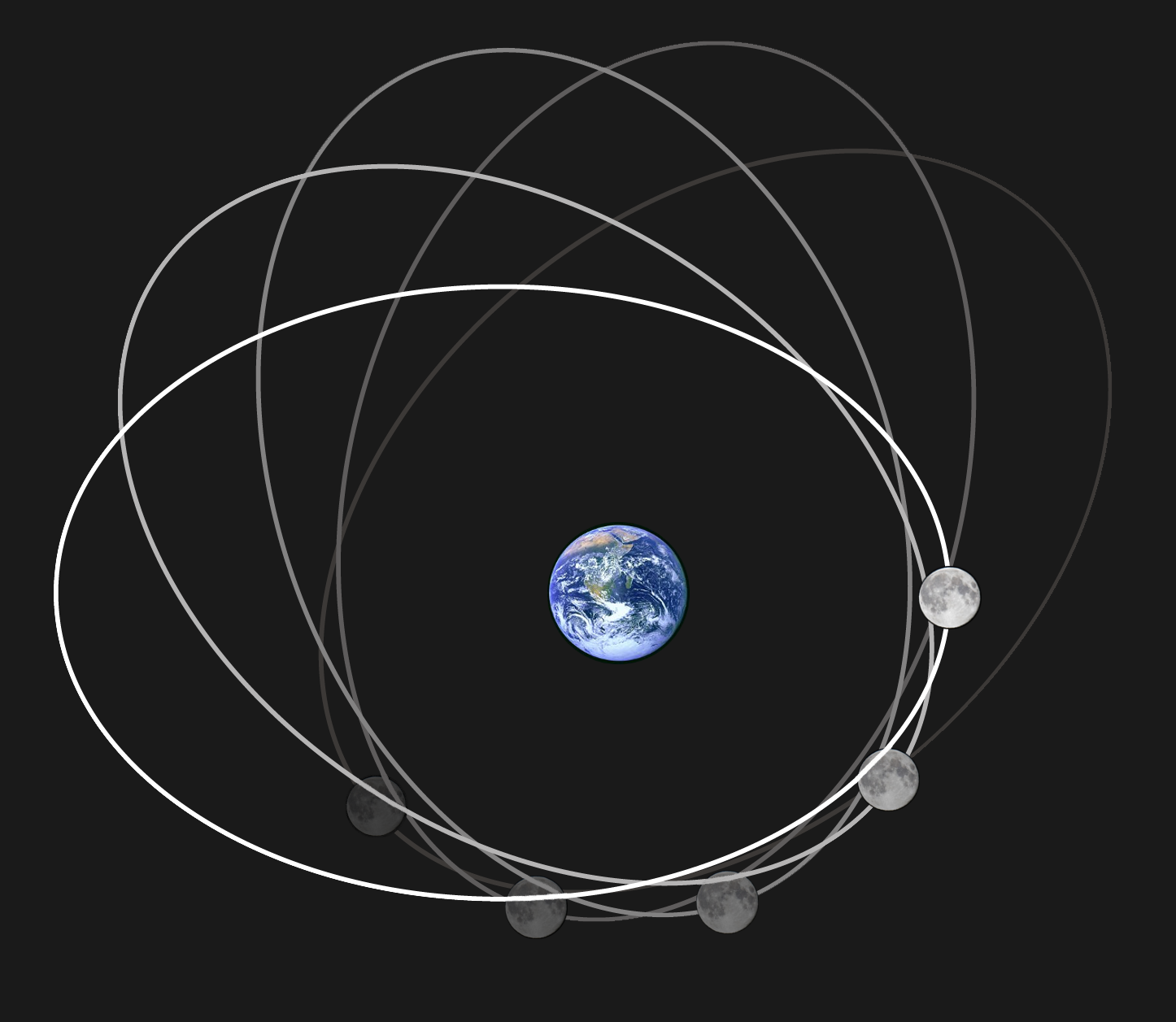

| Параметр орбиты                                 | Значение                      |
| ----------------------------------------------- | ----------------------------- |
| Большая полуось                                 | 384748 км                     |
| Среднее расстояние между центрами Земли и Луны  | 385000 км                     |
| Расстояние в перигее                            | ~362600 км (356400-370400 км) |
| Расстояние в апогее                             | ~405400 км (404000-406700 км) |
| Средний эксцентриситет                          | 0,0549006 (0,026 — 0,077)     |
| Среднее наклонение орбиты к эклиптике           | 5,14° (4,99 — 5,30)           |
| Средний наклон оси вращения                     | 6,58°                         |
| Среднее наклонение лунного экватора к эклиптике | 1,543°                        |
| Период лунной прецессии                         | 18,5996 лет                   |